# The Internet Review of Science Fiction
The Internet Review of Science Fiction (vaak weergegeven als IROSF) was een Amerikaans webzine (internettijdschrift) voor sciencefiction-kritiek.
Het maandelijkse tijdschrift verscheen in januari 2004 voor het eerst en in februari 2010 voor het laatst. De hoofdredacteur was Joy Ralph.
IROSF wilde een forum zijn voor serieus onderzoek naar fantastische literatuur. Door middel van artikelen, essays, interviews, recensies en kritische beschouwingen werden belangrijke werken in de genres SF en fantasy besproken.